# Шведская спичка (фильм, 1954)
«Шве́дская спи́чка» — советский художественный фильм, снятый на киностудии «Мосфильм» в 1954 году режиссёром Константином Юдиным по одноимённому рассказу А. П. Чехова.
Премьера фильма состоялась 10 августа 1954 года

## История создания
В истории советского кино уже существовала одна экранизация раннего рассказа А. Чехова — немой фильм, созданный в 1922 году режиссёром Лесем Курбасом . Задумав новую экранизацию, звуковую и цветную, при первых признаках наступающей «оттепели», Константин Юдин, создатель целого ряда популярных фильмов, в качестве сценариста привлёк Николая Эрдмана, с которым уже сотрудничал в картинах «Смелые люди» (1950) и «Застава в горах» (1953).
«Жанр фильма, — пишет Елена Бауман, — можно было бы назвать пародией на детектив, если бы в те годы нашлось, что пародировать». В только что закончившуюся сталинскую эпоху детективы не снимали и в словесном искусстве их относили к разряду бульварной литературы, недостойной советского читателя. Детектив пробивал себе путь на экран в форме пародии, но чуткие зрители увидели в «Шведской спичке» и то, чего не имел в виду Чехов, но о чём не понаслышке знали и сценарист Николай Эрдман, и исполнитель роли Кляузова Михаил Названов: историю о том, как «шьётся дело».

### Съёмки
Поскольку действие рассказа происходит в уездном городе в 1885 году, Юдин для съёмок выбрал Коломну, где можно было найти соответствующую натуру. Съёмки проводились в Коломенском кремле — в фильме можно увидеть и его панораму, снятую с другого берега Москвы-реки, — а также в районе Щурово: в кадр попали Ямская башня, сквер Блюдечко, здание современного Краеведческого музея и некоторые улицы района.
О том, как непросто было снимать чеховский сюжет в современном городе, вспоминал коломенский краевед А.И. Кузовкин: «В... эпизоде, где вели арестованного, специально разводили грязь на Блюдечке, чтобы мужчина спотыкался. [...] Только начнут – поезд через Москву-реку проедет, начинают второй дубль – баржа проплывёт, третий раз – самолёт пролетит. Так и снимали дубль за дублем один эпизод целый день». Но и такого рода неприятности не снижали энтузиазм создателей фильма. Исключение составила Тамара Носова, которой роль распутной Акульки казалась копией её Агнии в фильме «Беззакония» (1953); свою досаду актриса вымещала на режиссёре.
Константин Юдин собрал незаурядный актёрский ансамбль, в который наряду с мхатовскими корифееями  Алексеем Грибовым и Михаилом Яншиным вошли более молодые, но уже искушённые и хорошо известные зрителям Михаил Названов и Николай Гриценко; только Андрея Попова в то время лучше знали театралы — для кинозрителей он стал открытием. Уровень исполнителей позволил Юдину предоставить им достаточную свободу на съёмочной площадке, и играли они, пишет Е.  Бауман, «с азартом, с видимым удовольствием и великолепной непринужденностью».

## Сюжет
Садовник Ефрем обнаруживает, что его барин, отставной корнет Кляузов, подозрительно долго не просыпается — уже неделю не выходит из своей спальни. Управляющий Кляузова Псеков находит этому только одно объяснение: Кляузов убит, — о чём он и сообщает становому приставу. Прибывшие на место следователь Чубиков и его помощник Дюковский, взломав запертую изнутри дверь, не обнаруживают в спальне даже мёртвого Кляузова.
Дотошный, замечающий все детали Дюковский приходит к заключению, что Кляузов был задушен подушкой (на ней следы зубов), когда снимал сапоги (один сапог в спальне, другой позже найдут в саду). Он находит на полу обгоревшую  шведскую спичку, при том что Кляузов пользовался серными. Под подозрение попадают лакей Кляузова Николай и Псеков. Дюковский, который всё обо всех знает, находит у них мотив: оба (как, впрочем, и Чубиков, и сам Дюковский) были неравнодушны к женщине нестрогого поведения Акульке, которая предпочла им Кляузова.
Однако сам же Дюковский обнаруживает неувязку: такой человек, как Псеков, не мог задушить собственноручно, а такие, как Николай, не душат подушками. Значит, в деле участвовала сестра покойного, староверка, у которой есть собственный мотив.
Шведская спичка приводит Дюковского к ещё одной соучастнице — молодой жене станового пристава Ольге Петровне, безответно влюблённой в Кляузова.
И действительно, у станового пристава, в заброшенной бане, в качестве пленника Ольги, Чубиков с Дюковским находят Кляузова, но — живого, здорового и, по своему обыкновению, пьяного.

## Исполнители ролей
| Актёр               | Роль                                                     |
| ------------------- | -------------------------------------------------------- |
| Алексей Грибов      | Николай Ермолаевич Чубиков, следователь                  |
| Андрей Попов        | Эмиль Дюковский, помощник следователя                    |
| Михаил Яншин        | Евграф Кузьмич, становой пристав                         |
| Марина Кузнецова    | Ольга Петровна, жена Евграфа Кузьмича                    |
| Михаил Названов     | Марк Иванович Кляузов, отставной гвардии корнет, помещик |
| Ксения Тарасова     | Марья Ивановна Кляузова, сестра Кляузова                 |
| Николай Гриценко    | Иван Михайлович Псеков, управляющий Кляузова             |
| Николай Курочкин    | Ефрем, садовник Кляузова                                 |
| Владимир Колчин     | Николай Тетехов, лакей Кляузова                          |
| Тамара Носова       | Акулька, солдатка, женщина лёгких нравов                 |
| Владимир Покровский | доктор, местный врач                                     |
| Георгий Георгиу     | исправник, начальник Евграфа Кузьмича                    |
| Инна Фёдорова       | торговка                                                 |
| Юрий Леонидов       | урядник                                                  |
| Афанасий Кочетков   | Степан                                                   |
| Николай Поленков    | Андрюша                                                  |
| Сергей Троицкий     | трактирщик                                               |
| Александр Лебедев   | лавочник                                                 |

## Восприятие
Фильм был тепло принят и зрителями, и критикой: отмечали и верную передачу чеховской интонации, и превосходный актёрский ансамбль — точно очерченные образы, и тонкое воссоздание обстановки. Людмила Погожева в «Московской правде», особо отметив работу сценариста, писала, что фильм поставлен «свежо, талантливо, с истинным проникновением в неповторимую чеховскую стилистику», создателям «Шведской спички» удалось передать иронию, сарказм, выразительную краткость рассказа. Картина, отмечал Андрей Попов, «при сочных, полнокровных образах, ярко очерченных характерах сделана пастельно, мягко, по-чеховски».  Виктор Шкловский увидел в фильме другое достоинство: «Прекрасный чеховский сюжет с борьбой смешного и страшного, с разгадкой таинственного как пародийного был умело прочитан режиссёром». 
- Режиссёр — Владимир Герасимов
- Операторы — Игорь Гелейн,
Валентин Захаров
- Композитор —  Василий Ширинский
- Звукооператор — Сергей Минервин
- Художник — Георгий Турылев
- Художники по костюмам — 
Василий Ковригин, Любовь Душина]
- Директор картины — Георгий Харламов[1]

И многие годы спустя оценки критиков не изменились. После затишья эпохи «малокартинья», писал Ростислав Юренев, Юдин в «Шведской спичке», обратился к чеховской комедии «с таким тонким и задорным юмором, с таким глубоким проникновением в стилистику молодого Чехова, что оплатил многие наши долги перед великим писателем, к которому мы обращались часто, но неуклюже». По мнению Е. Бауман, «Шведская спичка» оказалась одной из первых ласточек будущего «свободного» кино: «Фильм бросал озорной вызов чинному стилю искусства тех лет. В нём была воплощена раскованность души, он непринужденно, как бы походя и невзначай переступал через какие-то мертвящие каноны». И даже скупой на похвалы «Энциклопедический словарь» в 1987 году отмечал, что в фильме Юдина «передано свoeобразие чеховского стиля, грустный юмор, тонкая ирония».